# Stade du Pays de Charleroi
Lo Stade du Pays de Charleroi è lo stadio di calcio di Charleroi, in Belgio.
Costruito nel 1939, venne scelto come uno degli otto impianti per il Campionato europeo di calcio 2000, e di conseguenza venne ristrutturato. Ha una capienza di 14.891 posti a sedere (in precedenza la capienza era di oltre 25.000 posti).

## Campionato europeo di calcio 2000
- Jugoslavia -  Slovenia 3-3 (Gruppo C, 12 giugno)
- Inghilterra -  Germania 1-0 (Gruppo A, 17 giugno)
- Inghilterra -  Romania 2-3 (Gruppo A, 20 giugno)